# 渋谷えり
渋谷 えり（しぶや えり、1983年9月1日 - ）は、千葉県出身の実業家、タレント、元グラビアアイドル。
別芸名：楓 江梨子（かえて えりこ）。 血液型はA型。

## 所属事務所
- 東京児童劇団　→　スペース・ワン　→　フジプランニング　→　ビーム　→　プレジール　→　パールハーバープロダクション

## 人物
- 趣味・特技：作曲、スポーツ全般、絶対音感、開脚、Y字バランス。
- 元・南青山少女歌劇団4期生。
- ときメモコンテスト出場。
- タレント活動を経て、2003年頃より現芸名に変更してグラビアアイドルに転向。Jカップの巨乳で人気を獲得する。
- 一方、インディバと出逢い大幅なダイエットに成功したことでエステティシャンの道を志し、グラビア活動と並行して自身のエステサロンを起業する。
- その後グラビア活動からは卒業し、現在は自身のエステサロンの経営に専念している。

## 主な出演作品

### テレビ
- 『ぷっ』すま
- デジドルファクトリー
- 水着少女
- ランク王国
- デジ屋台
- 誘惑のマーメイド （MONDO21）

### CM
- 山崎製パン 「中華まん」
- 丸山木工
- 小松製作所 （1995年）

### 舞台
- 放課後のトワイライトシュート （1994年6月） 陸上部員役
- 放課後のトワイライトシュート （1994年12月） 陸上部員役
- マーガレット戦争 （1995年4月）

## DVD
渋谷えり名義
- 『ぶるんぶるるぅ～ん』　（2004年3月5日）
- 『1000ミリメートルロケット砲』 （2004年7月31日）
- 『EIGHT』　（2004年9月30日）
- オムニバス『HカップなDVD』 （2004年6月25日）
- オムニバス『本当にデカいHカップなDVD』 （2004年12月16日）
- 『本当にデカップ』 （2004年12月18日）
- 『Monster Bust』 （2005年3月25日）
- 『炸裂!』 （2005年6月30日）
- 『涙目線』 （2005年7月7日）
- 『本生J』 （2005年9月23日）
- 『ERI』 （2005年12月24日）
- 『優しく触って』 （2006年3月24日）

楓江梨子名義
- 『パイらぶYOU』 （2007年01月25日）
- 『濡れ時間』 （2007年10月25日）
- 『爆乳デカップNo.1』 （2008年8月7日）
- 『爆乳デカップNo.2』 （2008年9月4日）
- 『爆乳デカップNo.3』 （2008年9月4日）
- 『爆乳デカップNo.4』 （2008年10月9日）
- 『爆乳デカップNo.5』 （2008年10月9日）

## 書籍

### 写真集
- 1st写真集『ぶるんぶるるぅ～ん』 （2004年3月5日）